# Nouveau Rhin
Le Nouveau Rhin (en néerlandais, Nieuwe Rijn) est une courte rivière néerlandaise, qui représente une branche du Vieux Rhin à Leyde.
Le Nouveau Rhin est une branche du Vieux Rhin et a 2,3 kilomètres de longueur. Il se détache dans l'ouest de Leiderdorp (à l'île de Waardeiland) et rejoint le Vieux Rhin dans le centre-ville de Leyde. Dans la ville, les deux branches sont canalisées et font partie du système de  canaux de la vieille ville.
La ville de Leyde s'est établie au confluent du Vieux et du Nouveau Rhin. À l'intérieur du confluent se trouve le Burcht, la motte castrale historique.